# Východoevropská liga ledního hokeje
Východoevropská liga ledního hokeje (zkráceně VLLH, anglicky: Eastern European Hockey League) byla profesionální východoevropská liga ledního hokeje, které se účastnily týmy z Běloruska, Lotyšska, Litvy, Polska, Ruska a Ukrajiny. Založena byla v roce 1995. Liga sloužila pro vzájemnou konfrontaci sil východoevropských týmů. Liga zanikla v roce 2004.
Nejvíce vítězství v lize měli týmy Sokol Kyjev, HC Berkut Kyjev a Keramin Minsk, které získaly shodně dva tituly.

## Přehled celkových vítězů ve VLLH
Zdroj: 
| Klub                  | Tituly | Vítězné ročníky  |
| --------------------- | ------ | ---------------- |
| Sokol Kyjev           | 2      | 1997/98, 1998/99 |
| HC Berkut Kyjev       | 2      | 1999/00, 2000/01 |
| Keramin Minsk         | 2      | 2002/03, 2003/04 |
| HK Něman Grodno       | 1      | 1995/96          |
| Juniors Riga          | 1      | 1996/97          |
| HK Liepājas Metalurgs | 1      | 2001/02          |